# 山野正登
山野 正登（やまの まさと、1925年（大正14年）1月1日 － 2012年（平成24年）8月15日）は、日本の元官僚。科学技術事務次官。宇宙開発事業団理事長。通商産業省にて日本初の民間輸送機YS-11の開発事業等、航空機の開発行政に従事、科学技術庁にて宇宙開発委員会の発足・宇宙開発事業団の創設等、主に宇宙開発事業草創期の礎を築くとともに、宇宙開発事業団では自主技術である純国産大型ロケットH-IIの打ち上げ成功・国際宇宙ステーション計画の推進等、日本の宇宙開発を欧米先発国と肩を並べるまで導いた功労者のひとり。

## 来歴・人物
広島県江田島市出身。呉第一中学校、旧制第六高等学校を経て、1944年（昭和19年）東京帝国大学第二工学部航空機体学科に入学、終戦により航空機体学科が解体されたため、1947年（昭和22年）物理工学科を卒業した。その後、通商産業省に入省、航空機武器課にのべ十余年在籍。昭和20年代末期の航空産業再開の頃には、日比谷の米極東空軍司令部に日参して、米軍機修理の特需発掘に奔走。昭和30年代初期には、赤澤璋一氏とともにわが国初の民間輸送機YS-11の開発事業に参画した。
宇宙との出会いは、1968年（昭和43年）科学技術庁宇宙企画課長に就任した時。その後の宇宙開発参事官時代を通じて、宇宙開発委員会の発足、宇宙開発事業団の設立準備、日米宇宙協力協定の締結等、宇宙開発草創期の体制づくりに忙殺された。
1981年（昭和56年）科学技術事務次官に就任。ベルサイユサミットでの合意に基づく、科学技術協力拡大のための作業部会に日本政府代表として参加。
1983年（昭和58年）に退官後、日本IBMと三菱商事の合弁IT企業の経営者として転身。1989年（平成元年）宇宙開発事業団理事長に就任。初期の打ち上げ失敗という試練を乗り越えて自主技術による純国産大型ロケットH-Ⅱの打ち上げを成功、国際宇宙ステーション計画の推進に尽力した（予算難に陥り、計画縮小を企図したNASA・米国の反対派議員に計画の継続を働きかけた逸話がある）。「ふわっと92」では、日本人として初めて宇宙に旅立った毛利衛と無線で交信した。
郷里広島関係の貢献では、竹下虎之助広島県知事が広島の県勢活性化のため、東京で活躍する広島出身の経済人に知恵を借りようと組織した「広島県産業懇話会」のメンバーでもあった。

## 略歴
- 1947年（昭和22年）東京帝国大学第二工学部物理工学科卒業
- 1949年（昭和24年）通商産業省機械器具検査所
- 1957年（昭和32年）同　重工業局航空機武器課
- 1958年（昭和33年）防衛庁装備局航空機課
- 1961年（昭和36年）通商産業省重工業局航空機武器課長補佐
- 1963年（昭和38年）外務省在フィリピン日本国大使館
- 1968年（昭和43年）科学技術庁研究調整局宇宙企画課長
- 1969年（昭和44年）通商産業省重工業局航空機武器課長
- 1972年（昭和47年）科学技術庁研究調整局宇宙開発参事官
- 1975年（昭和50年）同　原子力局次長
- 1976年（昭和51年）同　原子力局長
- 1979年（昭和54年）同　科学審議官
- 1981年（昭和56年）同　科学技術事務次官
- 1983年（昭和58年）退官
- 1983年（昭和58年）（株）エイ・エス・ティ総研　代表取締役社長
- 1989年（平成元年）宇宙開発事業団理事長
- 1995年（平成7年）宇宙開発事業団顧問、勲二等旭日重光章受章[3]
- 1995年（平成7年）有人宇宙システム（株）取締役会長
- 2012年（平成24年）8月15日に肺炎のため、死去[4]